# 檜谷瀑布
檜谷瀑布位於屏東縣泰武鄉射鹿溪上游，檜谷山莊水源地下游約50公尺處。瀑布標高約2090公尺至1910公尺，落差約180公尺。由光明頂以空拍機拍攝，可與瀑布一同入鏡。

## 解
1. ↑  根據《臺灣通用電子地圖【NLSC】》、《臺灣通用正射影像【NLSC】》對照。